# Arachnocephalus nigrifrons
Arachnocephalus nigrifrons is een rechtvleugelig insect uit de familie Mogoplistidae. De wetenschappelijke naam van deze soort is voor het eerst geldig gepubliceerd in 1917 door Lucien Chopard.
1. ↑  (en) Arachnocephalus nigrifrons op de IUCN Red List of Threatened Species.